# Teško meni sa tobom (a još teže bez tebe)
Teško meni sa tobom (a još teže bez tebe) è il secondo album in studio del gruppo musicale Merlin, pubblicato nel 1986.

## Tracce
Testi e musiche di Dino Merlin.

1. Dođi il' me se prođi
2. Teško meni sa tobom (a još teže bez tebe)
3. Cijela Juga jedna avlija
4. Ne budi me Seno
5. Sibirska
6. Nek' padaju ćuskije
7. Mama, neću da sam živ
8. Uspavanka za Gorana B.
9. E, otkad mi se nisi javila
10. Lažu me